# Космос-2207
Космос-2207 је један од преко 2400 совјетских вјештачких сателита лансираних у оквиру програма Космос.
Космос-2207 је лансиран са космодрома Плесецк, Русија, 30. јула 1992. Ракета-носач Сојуз је поставила сателит у орбиту око планете Земље. Маса сателита при лансирању је износила 6300 килограма. Космос-2207 је био војни сателит за фотографску картографију.